# 仙石寛子
仙石 寛子（せんごく ひろこ）は、日本の漫画家。女性。COMITIAを中心とした同人誌活動を経て、2007年に『まんがホーム』（芳文社）で商業誌デビュー。以来同誌を中心に読み切りやシリーズ連載を執筆している。

## 作風
多くの作品に4コマ漫画の形式を用いているが、4コマ目にオチのある一般的な4コマ作品と違い、ストーリー形式で話が進められている。
ファンタジー系から、百合、近親相姦、女教師、擬人化まで幅広い内容の作品を発表しているが、芳文社の編集者などからBL作品だけは止められていた。しかし、『楽園 Le Paradis』第6号より、BL系作品である「真昼の果て」の連載を開始した。

## 作品リスト

### コミックス
- 背伸びして情熱 - 2009年4月7日発売（4月22日発行）、芳文社〈まんがタイムKRコミックス -YELL! series-〉、ISBN 978-4-8322-7795-3
  - 背伸びして情熱（全4話）
  - 桜姫
  - お酒さん
  - 正月早々
  - お嫁に行っても
  - 雨と猫
  - 夫婦かき氷
  - 十五夜に、お風呂
  - 赤くない糸（全7話）

- 三日月の蜜 - 2010年10月7日発売（10月22日発行）、芳文社〈まんがタイムコミックス〉、ISBN 978-4-8322-6898-2
  - 三日月の蜜（全8話）
  - 初雪、初恋
  - キラキラ青虫
  - 今夜は七夕
  - 夢でも、夢でも
  - 女子メガネ
  - レンゲリンネ
  - ちょっと早いけど干支
  - 妹が魔女に
  - 一途な恋では
  - あなたにとって、わたしにとって
  - 間接、直接

- この果実は誰のもの - 2012年6月7日発売（6月22日発行）、芳文社〈まんがタイムコミックス〉、ISBN 978-4-8322-5087-1
  - この果実は誰のもの（全8話）
  - うなじ
  - その棘に花
  - ぜひ、今年の抱負に
  - 桜の頃 あなたは
  - ハルハル卒業
  - 今度、は またいつか
  - 明るい恋の花
  - お嫁さん欲しい
  - 三日月の蜜 特別編

- 一番星のそばで - 2013年12月7日発売（12月22日発行）、芳文社〈まんがタイムコミックス〉、ISBN 978-4-8322-5253-0
  - 一番星のそばで（全14話）
  - 女の子の下着
  - イカとタコ

- 夜毎の指先/真昼の果て - 2014年1月31日発売（2月5日発行）、白泉社〈楽園コミックス〉、ISBN 978-4-592-71063-9
  - 夜毎の指先（全7話）
  - 真昼の果て（全7話）
  - どうせまた、朝が来るから（描き下ろし）

- あなただけ宝石 - 2015年7月31日発売（8月5日発行）、白泉社〈楽園コミックス〉、ISBN 978-4-592-71087-5
  - あなただけ宝石（全5話）
  - ぶよぶよ
  - 日向で咲いて（新書館『ピュア百合アンソロジー ひらり、』初出分）
  - 夏が終わっても暑い（同上）
  - 白、またはピンク（同上）
  - バニー♡カフェ（同上）
  - 白いことが多いドレス（同上）
  - 本と兄と弟（描き下ろし）
  - 尻と姉と妹（描き下ろし）
  - 金魚と兄と妹（描き下ろし）

- 花はニセモノ - 2015年7月31日発売（8月5日発行）、白泉社〈楽園コミックス〉、ISBN 978-4-592-71088-2
  - 花はニセモノ（全7話）
  - 花はニセモノ その後（描き下ろし）

- 君の足跡はバラ色 - 2017年8月14日発行

#### アンソロジー執筆
- 『ピュア百合アンソロジー ひらり、』、新書館
  - Vol.1 - 2010年4月24日発売（5月10日発行）、ISBN 978-4-403-67091-6
    - 全12篇中、仙石寛子の作品として「日向で咲いて」（描き下ろし）を収録。

  - Vol.2 - 2010年8月25日発売（9月10日発行）、ISBN 978-4-403-67097-8
    - 全14篇中、仙石寛子の作品として「夏が終わっても暑い」（描き下ろし）を収録。

  - Vol.3 - 2010年12月24日発売（2011年1月10日発行）、ISBN 978-4-403-67101-2
    - 全18篇中、仙石寛子の作品として「白、またはピンク」（描き下ろし）を収録。

  - Vol.4 - 2011年4月26日発売（5月10日発行）、ISBN 978-4-403-67104-3
    - 全18篇中、仙石寛子の作品として「バニー♡カフェ」（描き下ろし）を収録。

  - Vol.6 - 2011年12月23日発売（2012年1月10日発行）、ISBN 978-4-403-67091-6
    - 全18篇中、仙石寛子の作品として「白いことが多いドレス」（描き下ろし）を収録。

### 雑誌掲載
- 桜姫（芳文社『まんがホーム』2007年4月号）※デビュー作
- 背伸びして情熱（芳文社『コミックエール!』vol.1 - 4（まんがタイムきららキャラット 2007年6月号増刊 - 2008年2月号増刊））
- お酒さん（芳文社『まんがホーム』2007年12月号）
- 正月早々（芳文社『まんがホーム』2008年2月号）
- お嫁に行っても（芳文社『まんがホーム』2008年4月号）
- 赤くない糸（芳文社『コミックエール!』vol.5 - 10（まんがタイムきららキャラット 2008年4月号増刊 - 2009年2月号増刊））
- 雨と猫（芳文社『まんがホーム』2008年6月号）
- 夫婦かき氷（芳文社『まんがホーム』2008年8月号）
- 十五夜に、お風呂（芳文社『まんがホーム』2008年10月号）
- 初雪、初恋（芳文社『まんがホーム』2008年12月号）
- キラキラ青虫（芳文社『まんがホーム』2009年2月号）
- 一途な恋では（芳文社『コミックエール!』vol.11（まんがタイムきららキャラット 2009年4月号増刊））
- 4月の妖精さん（芳文社『まんがホーム』2009年5月号）
- あなたにとって、わたしにとって（芳文社『コミックエール!』vol.12（まんがタイムきららキャラット 2009年6月号増刊））
- 今夜は七夕（芳文社『まんがホーム』2009年7月号）
- 夢でも、夢でも（芳文社『まんがホーム』2009年9月号）
- 女子メガネ（芳文社『まんがホーム』2009年10月号）
- レンゲリンネ（芳文社『まんがホーム』2009年11月号）
- ちょっと早いけど干支（芳文社『まんがホーム』2009年12月号）
- 妹が魔女に（芳文社『まんがホーム』2010年1月号）
- 三日月の蜜（芳文社『まんがホーム』2010年2月号 - 9月号、11月号（特別編））※シリーズ連載
- うなじ（芳文社『まんがホーム』2010年12月号）
- その未来に花（芳文社『まんがホーム』2011年1月号）
- ぜひ、今年の抱負に（芳文社『まんがホーム』2011年2月号）
- 桜の頃のあなたは（芳文社『まんがホーム』2011年3月号）
- この果実は誰のもの（芳文社『まんがホーム』2011年10月号 - 2012年5月号）※シリーズ連載
- イカとタコ（芳文社『まんがホーム』2012年7月号）
- 女の子の下着（芳文社『まんがホーム』2012年7月号）※上記作品とあわせて2本掲載、こちらのみ2014年1月号に再録
- 日々の恋情（芳文社『まんがホーム』2012年8月号）
- 一番星のそばで（芳文社『まんがホーム』2012年9月号 - 2013年11月号）※シリーズ連載
- 毎夜の指先（白泉社『楽園 Le Paradis』第6号 - 第12号）
- 真昼の果て（白泉社『楽園 Le Paradis』第6号 - 第12号）※上記作品とあわせて2本連載
- ぷよぷよ（白泉社『楽園 Le Paradis』第13号）
- 薄暗がりの胸のうち（白泉社『楽園 Le Paradis』第14号 - ）
- 君が僕に恋を（白泉社『楽園 Le Paradis』第14号 - ）※上記作品とあわせて2本連載
- あなただけ宝石（白泉社HP内『楽園 WEB増刊』）※連載作品
- 真夏のお昼ご飯（竹書房『まんがライフオリジナル』2010年8月号）※母と息子シリーズ
- バレンタインには愛を（竹書房『まんがライフオリジナル』2011年3月号）※母と息子シリーズ
- いい日、クリスマス（竹書房『まんがライフオリジナル』2011年12月号）※母と息子シリーズ
- 眠り姫（竹書房『まんがライフオリジナル』2012年6月号）※母と息子シリーズ
- 何もかも思い出（竹書房『まんがライフオリジナル』2013年1月号）※母と息子シリーズ
- そんな日も（竹書房『まんがライフオリジナル』2013年10月号）※母と息子シリーズ
- 愛の証の小さな輪っか（竹書房『まんがライフオリジナル』2013年12月号）※母と息子シリーズ
- あなたの方がきれいだよ、と（竹書房『まんがライフオリジナル』2014年8月号）※母と息子シリーズ
- 怖いもの見たさ（竹書房『まんがライフオリジナル』2015年10月号）※母と息子シリーズ
- 春が来る（竹書房『まんがライフオリジナル』2016年3月号）※母と息子シリーズ
- だってせっかく雨なんだから（竹書房『まんがライフオリジナル』2016年6月号）※母と息子シリーズ
- 年の瀬のご乱心（竹書房『まんがライフオリジナル』2016年12月号）※母と息子シリーズ
- 明日になれば今日の雪は（竹書房『まんがライフオリジナル』2017年1月号）※母と息子シリーズ
- 桜色（竹書房『まんがライフオリジナル』2017年3月号）※母と息子シリーズ
- 嬉しいからお祝いの日（竹書房『まんがライフオリジナル』2017年5月号）※母と息子シリーズ
- あれから毎日（竹書房『まんがライフオリジナル』2017年7月号）※母と息子シリーズ
- 愛を恐れて（竹書房『まんがライフSTORIA』Vol.1 まんがライフ2013年5月増刊号）
- ウナギの国の御姫様（竹書房『まんがライフSTORIA』Vol.2 まんがライフ2013年8月増刊号）
- なんちゃって（竹書房『まんがライフSTORIA』Vol.3 まんがライフ2013年11月増刊号）
- 寒い間はお楽しみ（竹書房『まんがライフSTORIA』Vol.4 まんがライフ2014年2月増刊号）
- 冬の終わりに春の始まり（竹書房『まんがライフSTORIA』Vol.5 まんがライフ2014年5月増刊号）
- 雨が似合う（竹書房『まんがライフSTORIA』Vol.6 まんがライフ2014年7月増刊号）
- それでもキスには違いない（竹書房『まんがライフSTORIA』Vol.7 まんがライフ2014年9月増刊号）
- 月よりは近い（竹書房『まんがライフSTORIA』Vol.8 まんがライフ2014年11月増刊号）
- 虫も殺せない（竹書房『まんがライフSTORIA』Vol.9 まんがライフ2015年1月増刊号）
- 妖怪ラブ・チョコレート（竹書房『まんがライフSTORIA』Vol.10 まんがライフ2015年3月増刊号）
- 好みと愛情（竹書房『まんがライフSTORIA』Vol.11 まんがライフ2015年5月増刊号）
- 私に見えない恋心（竹書房『まんがライフSTORIA』Vol.12 まんがライフ2015年7月増刊号）
- 気の迷いなら早く（竹書房『まんがライフSTORIA』Vol.13 まんがライフ2015年9月増刊号）
- 百合とぽちゃと別れ話と、それから（竹書房『まんがライフSTORIA』Vol.14 まんがライフ2015年11月増刊号）
- 君の足跡はバラ色（竹書房『まんがライフSTORIA』Vol.15 まんがライフ2016年1月増刊号 - Vol.24 まんがライフ2017年7月増刊号）
- この世の終わりの幸せを（リイド社『コミック乱』2014年6月号）
- ヨとワとムとシ（リイド社『コミック乱』2014年11月号）